# Clemens Westerhof
Clemens Westerhof (Beek, 1940. május 3. –) holland labdarúgóedző. 
Edzői pályafutását 1976-ban kezdte  a Vitesse együttesénél, ahol két évig dolgozott segédedzőként. 1980-ban a Feyenoord segédedzője volt. 1982 és 1984 között az MVV Maastricht, 1984 és 1985 között a Vitesse vezetőedzője volt. 
1989-ben kinevezték a nigériai válogatott szövetségi kapitányának. 1990-ben ezüst, 1992-ben bronz, 1994-ben aranyérmet nyert az afrikai nemzetek kupáján és 1994-ben kivezette Nigériát története első világbajnokságára. 1998-tól 2000-ig a zimbabwei válogatottat irányította. 2000-ben a dél-afrikai Mamelodi Sundowns, 2001-ben a zimbabwei Dynamos csapatánál dolgozott.  

## Sikerei, díjai
Nigéria
- Afrikai nemzetek kupája győztes (1): 1994
- Afrikai nemzetek kupája döntős (1): 1990
- Afrikai nemzetek kupája bronzérmes (1): 1992